# Arvid Nilssen
Arvid Nilssen (25 de diciembre de 1913 – 24 de marzo de 1976) fue un actor y artista de revista noruego.

## Biografía
Nacido en Alvdal, Noruega, debutó en 1935 en el Scala Teater, en el que siguió trabajando, aunque con breves interrupciones para actuar en el cabaret Chat Noir y en el Edderkoppen Teater. Actuó en el cine por vez primera en 1938 con la película Bør Børson Jr., haciendo diferentes papeles de reparto en producciones noruegas. Además de su trabajo en el Chat Noir y en el Edderkoppen, también participó en giras internacionales y actuó para producciones radiofónicas.
Grabó algunos discos, como «Det er'n Lauritz» (Telefunken) y «Omsetnings-skatten» (Columbia Records). Hizo un papel mudo, el de Harry, en una grabación en la que Kari Diesen cantaba el tema «Å Harry, Harry». Otro papel mudo junto a Kari Diesen tuvo lugar con el número «Uteliggerne» (escrito por Bias Bernhoft y Bjørn Sand).
Arvid Nilssen falleció en Oslo en el año 1976. Fue enterrado en el Cementerio Vestre gravlund de esa ciudad.

## Filmografía (selección)
- 1964 : Pappa tar gull
- 1963 : Elskere
- 1961 : Sønner av Norge
- 1955 : Ute blåser sommervind
- 1954 : Aldri annet enn bråk
- 1946 : Et spøkelse forelsker seg
- 1943 : Vigdis
- 1942 : En herre med bart
- 1938 : Bør Børson Jr.

## Premios
- 1968 : Estatuilla Leonard